# Luangwafloden

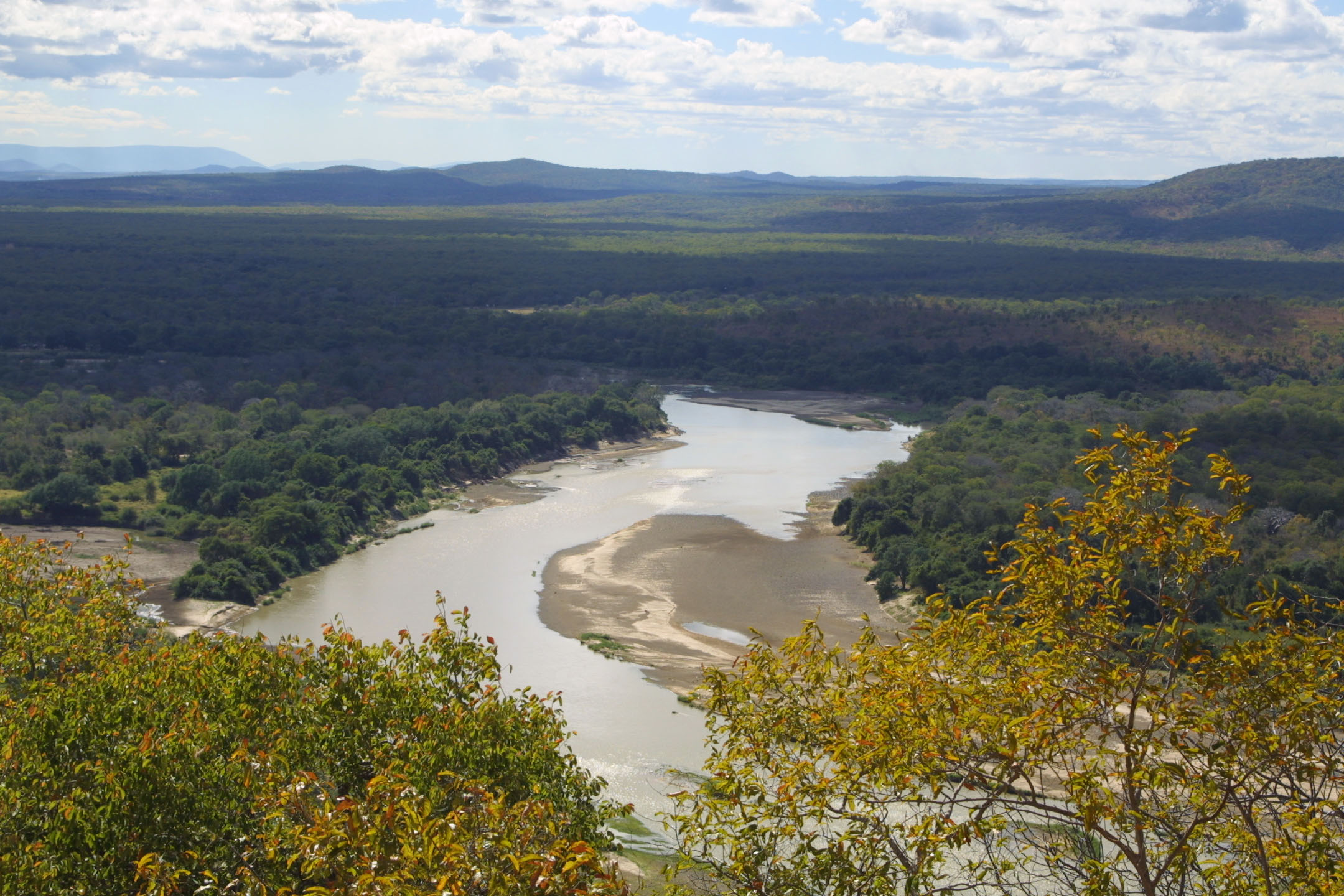
De södra delarna av Luangwafloden i Zambia.

Luangwafloden (Luangwa River) är en av de största bifloderna till Zambezifloden, och en av de fyra största floderna i Zambia. Floden översvämmas i allmänhet under regnperioden (december-mars) men vattenmängderna minskar kraftigt under torrperioden. Det är en av de största orörda floderna i södra Afrika och de cirka 50 000 kvadratkilometerna som utgör den omgivande dalen hyser ett rikligt djurliv.

## Floden och Luangwadalen
Luwangwafloden har sina källor i Lilonda och Mafingabergen i nordöstra Zambia på en höjd av cirka 1500 meter, nära gränsen till Tanzania och Malawi. Därifrån rinner den i en sydvästlig riktning genom en bred dalgång vid namn Luangwadalen. Omkring 150 kilometer från källan har floden sjunkit till en höjd av cirka 690 meter över havet och blir en slingrande flod med ett flera kilometer brett översvämningsområde. Under de kommande 300 kilometerna blir floden mer slingrande med många korvsjöar och meandrar. Nära Mfuwe har flodens höjd sjunkit till cirka 520 meter över havet, översvämningsområdena är cirka 10 km breda och dalen ungefär 100 kilometer bred. Den nordvästliga branten är cirka 700 meter hög, medan den sydvästra branten når en höjd på 450 meter.
Under torrperioden kan vissa delar av floden torka ut helt, vilket skapar isolerade pooler. Efter ungefär 500 kilometer delar Lungwafloden upp sig i två bifloder som rinner i var sin dalgång. Lukusashifloden rinner i en 25 kilometer bred dal mot nordväst, och Luangwa i en 15 kilometer bred dal mot sydost. Detta orsakas av att en stor ås delar upp Luangwadalen i två parallella dalgångar.

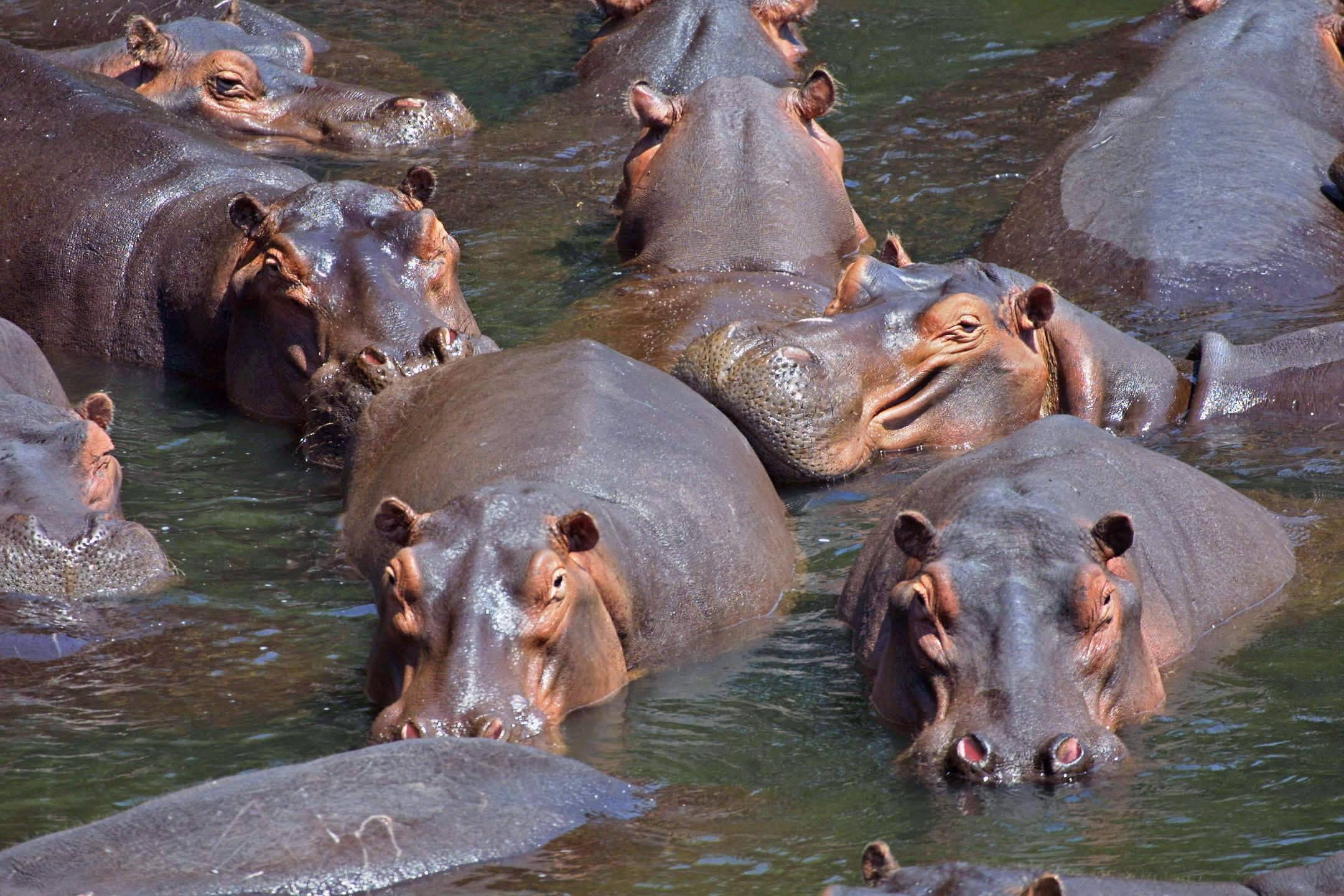
Flodhästar i Luangwafloden.

## Djurliv
I Luangwadalen finns två stora nationalparker, North Luangwa National Park och South Luangwa National Park (och mellan dessa båda den lilla Luambe National Park). Dessa anses vara två av de finaste nationalparkerna i Afrika. I själva floden lever flodhästar och krokodiler. Faktum är att Lungwadalen är världens flodhästtätaste område. Ingen annanstans finns så många flodhästar som här. Under torrperioden är flodhästarna lätta att se, eftersom de tvingas att vistas i isolerade pooler. Även många andra djur samlas vid floden och de isolerade poolerna under torrperioden för att dricka.

## Galleri

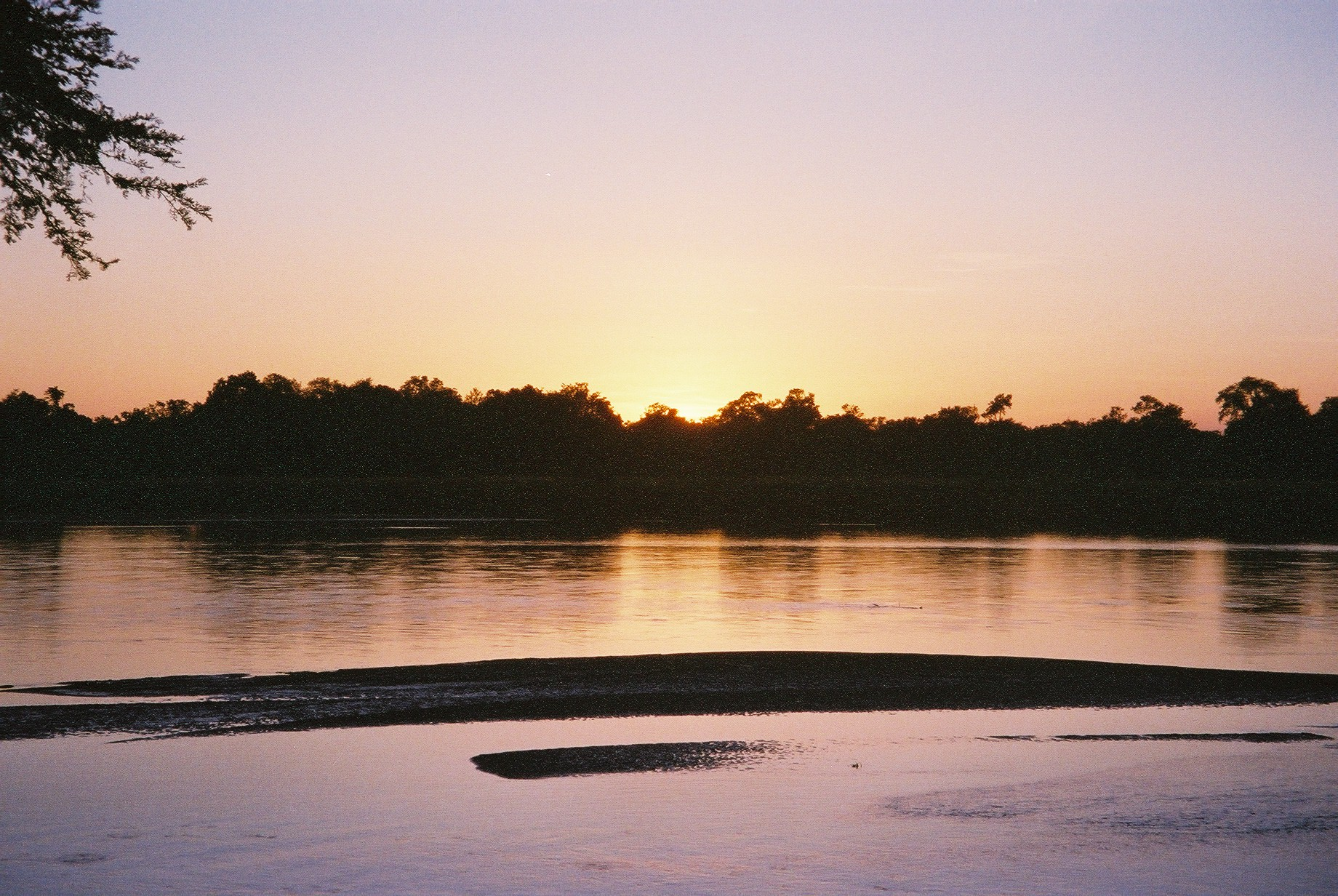
Solnedgång vid Luangwafloden.
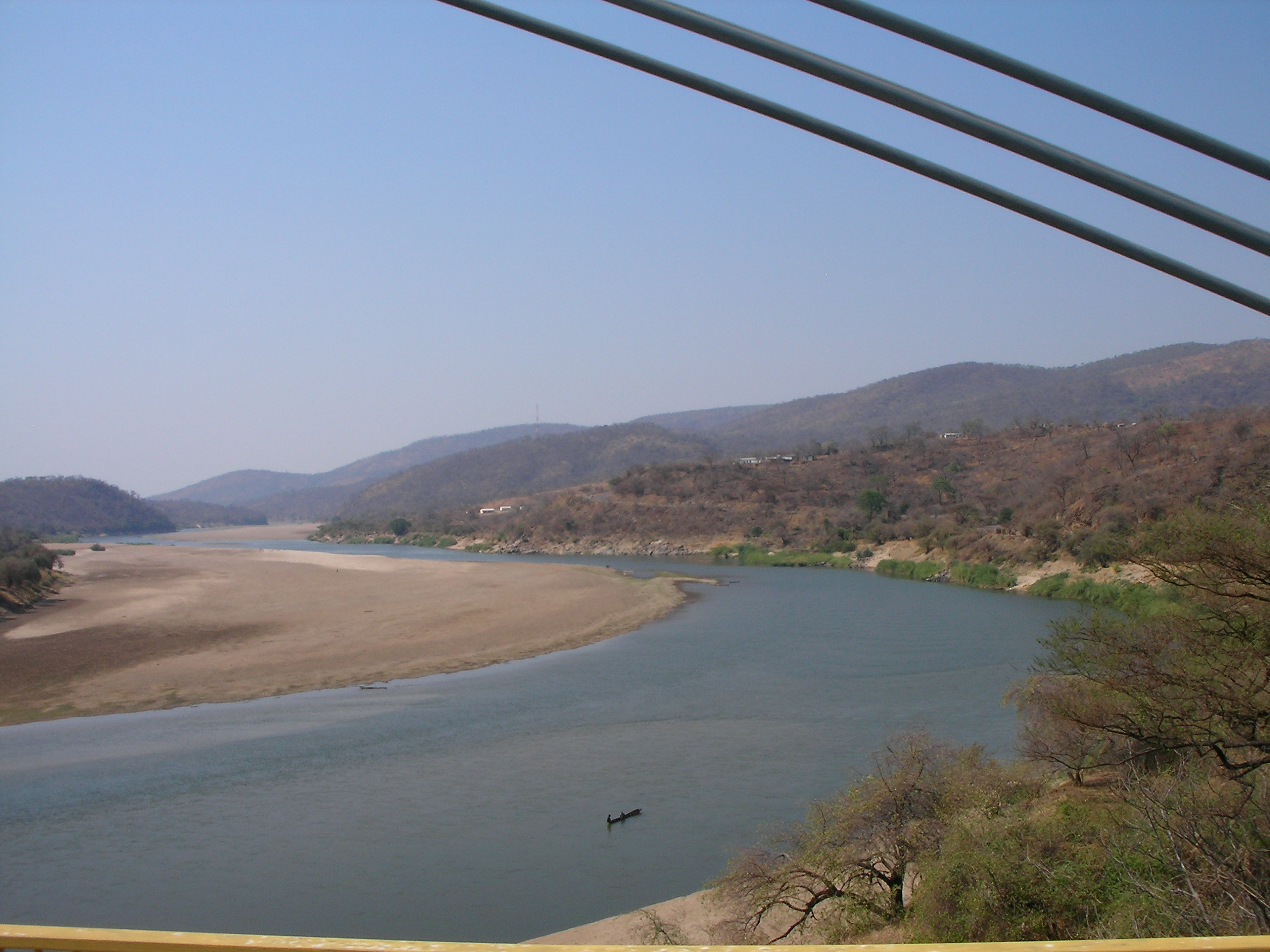
Utsikt från bron över Luangwafloden.
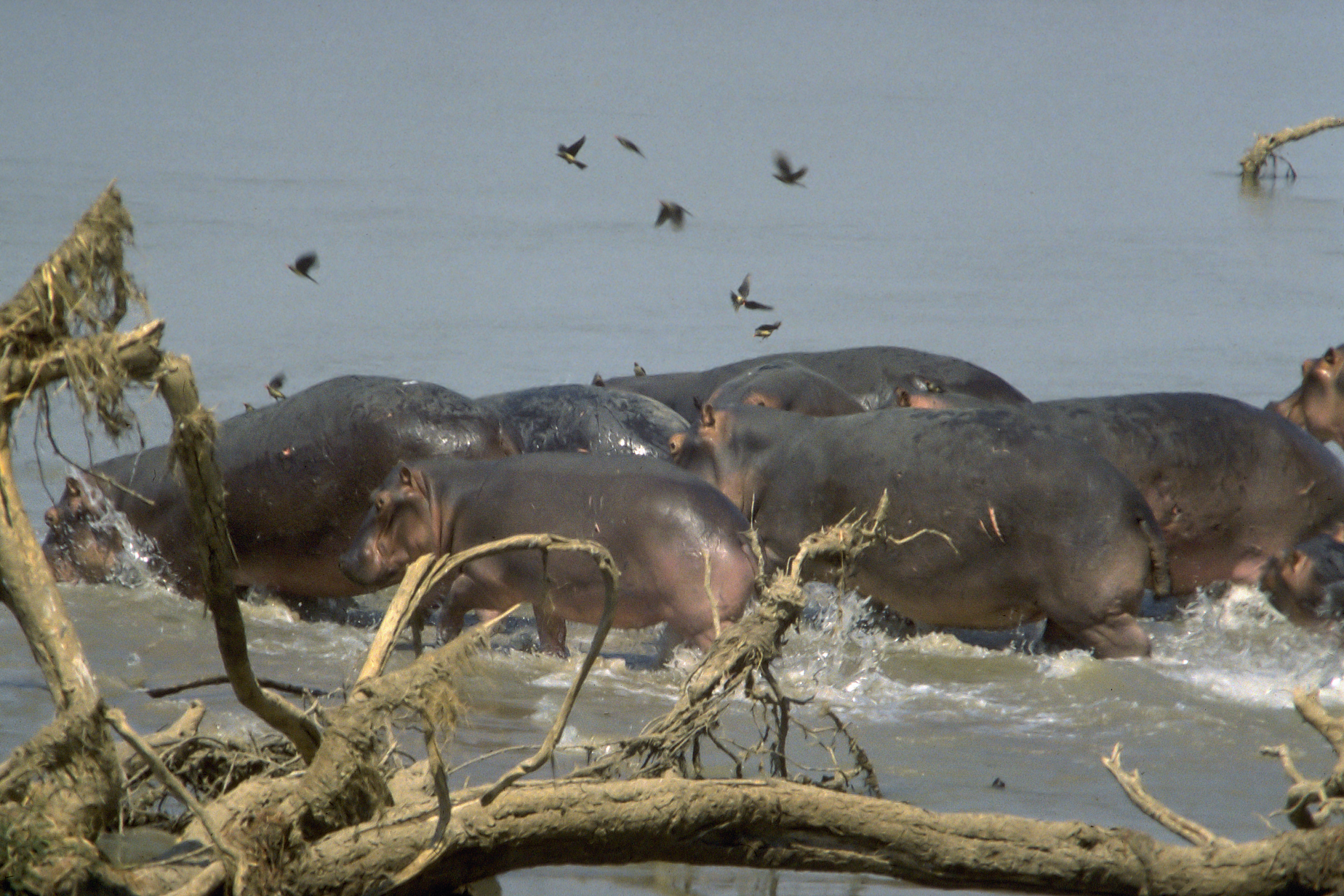
Flodhästar i South Luangwa National Park.
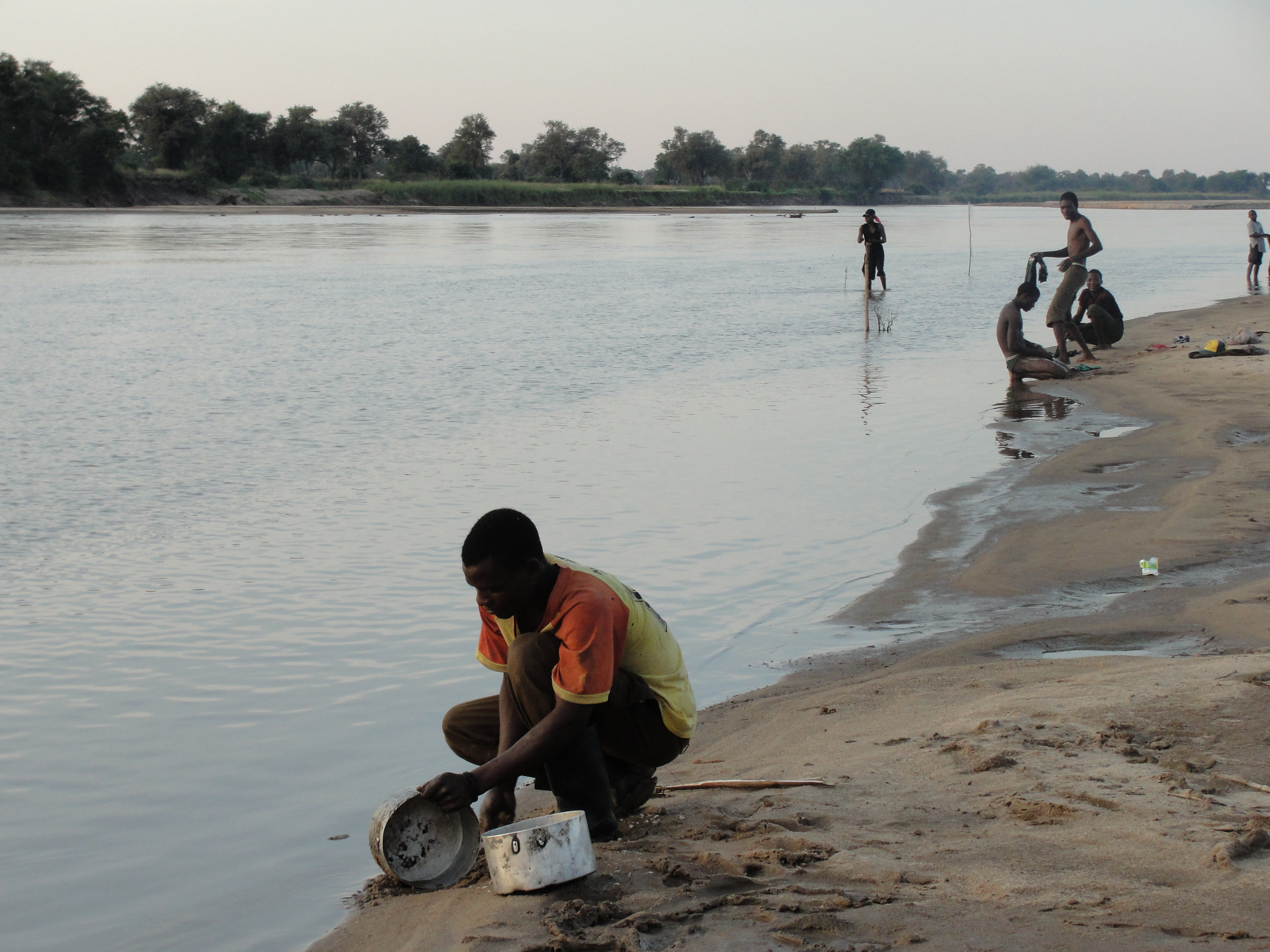
Människor vid floden.
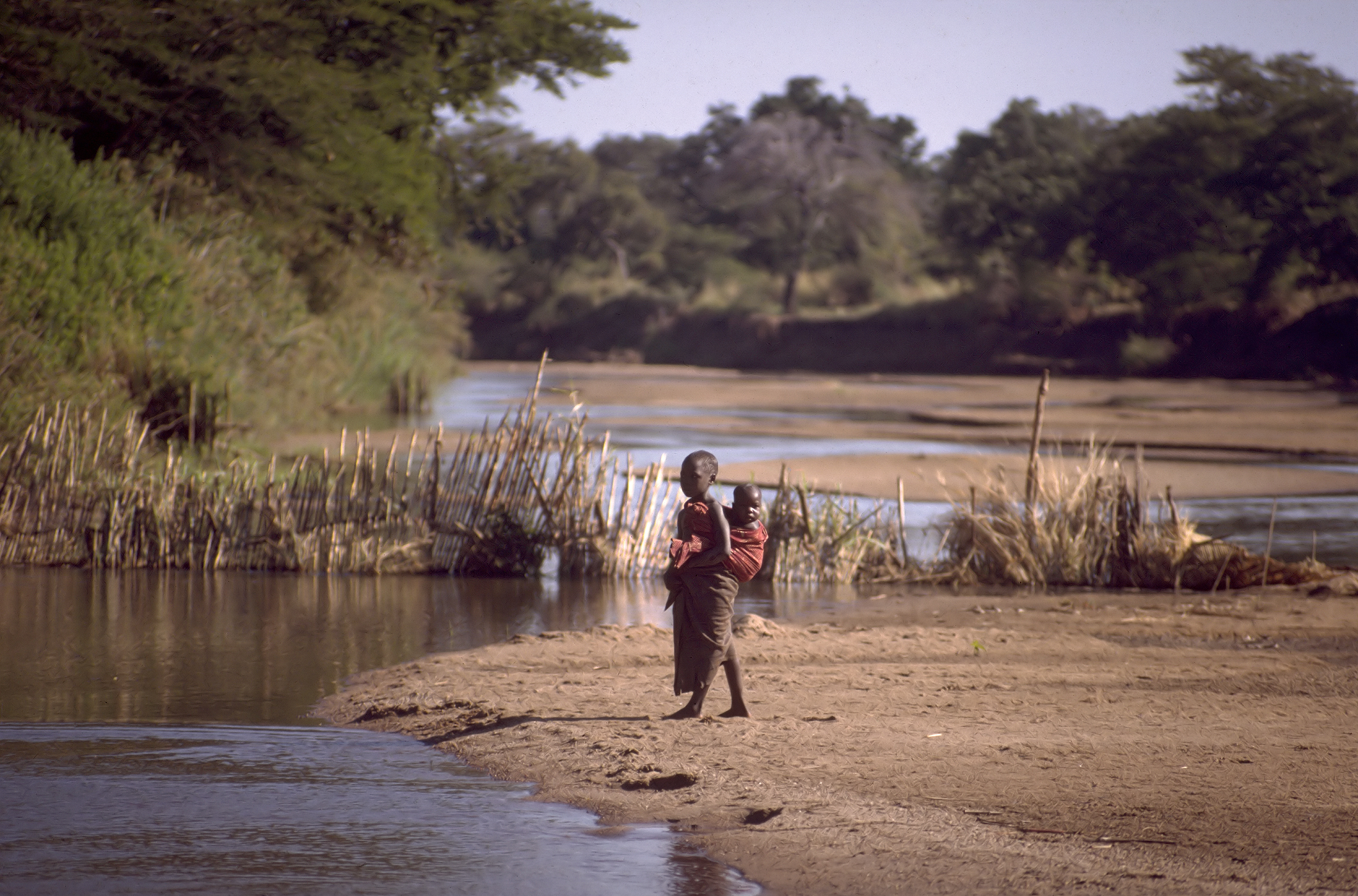
En kvinna vid Luangwafloden.